# Lumbricillus muscicola
Lumbricillus muscicola är en ringmaskart som först beskrevs av Stephenson 1924.  Lumbricillus muscicola ingår i släktet Lumbricillus och familjen småringmaskar. Inga underarter finns listade i Catalogue of Life.